# Mirabilia Urbis Romae

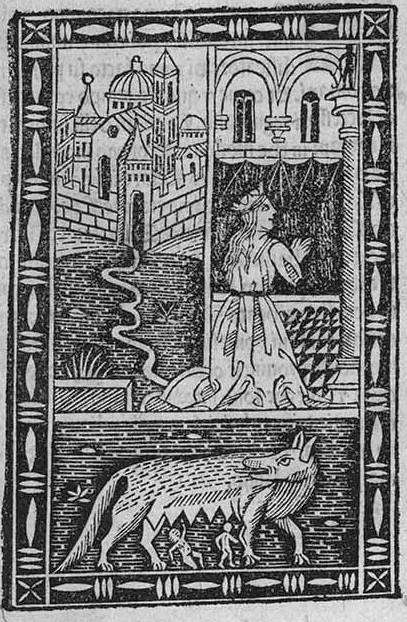
Illustration d'un livre de 1499 de Mirabilia urbis Romae

Mirabilia Urbis Romae (« Merveilles de la ville de Rome ») est un texte en latin médiéval, objet de nombreuses copies, qui a servi de guide de la ville de Rome à des générations de pèlerins et de touristes.

## Historique
Le document original, attribué à Benedictus, un chanoine de la basilique Saint-Pierre, date des années 1140 mais il est largement complété jusqu'à l'époque baroque. Le texte est conservé dans de nombreux manuscrits.
Mirabilia reste le guide de référence de la ville jusqu'au XVe siècle. À l'époque de sa rédaction, la partie habitée de Rome, l'abitato, se réduit à une petite zone dans la boucle du Tibre, entourée des ruines de la grande cité antique. Ses enceintes et ses portes limitent des champs où le bétail voisine avec les temples et les thermes, donnant au forum romain le nom de Campo Vaccino.
Le texte est complété entre les pontificats de Boniface VIII (1294-1303) et de Jean XXII (1316-1334). Il continue à faire autorité jusqu'au XVe siècle, lorsque deux auteurs décident de le mettre à jour sous l'angle artistique de la Renaissance. Leon Battista Alberti rédige la Descriptio urbis Romae aux alentours de 1433. Flavio Biondo écrit Roma Instaurata en 1444 ; l'ouvrage est d'abord diffusé sous forme manuscrite puis il est imprimé en 1481 chez un éditeur de Vérone. 
Giovanni Battista de Rossi, archéologue du XIXe siècle spécialiste de la Rome chrétienne, se livre à une étude critique des différentes versions de Mirabilia urbis Romae dans Roma Sotterranea (1864, vol I, p. 158 et sq.). L'édition de Louis Duchesne du Liber censuum Romanae Ecclesiae (Paris, 1905, vol. I, p. 262-273) reprend le texte du manuscrit original de Cencius Camerarius (1192) avec les variantes de quatre autres manuscrits.

## Contenu
Le contenu des Mirabilia est divisé en plusieurs sections, dont les titres sont mentionnés dans le Liber censuum Romanae Ecclesiae de 1192. 
- De muro urbis (traite des enceintes de Rome) ;
- De portis urbis (les portes de la ville) ;
- De miliaribus (au sujet des bornes milliaires) ;
- Nomina portarum (dénomination des portes) ;
- Quot porte sunt Transtiberim (nombre de portes sur la rive droite du Tibre) ;
- De arcubus (concerne les arcs monumentaux) ;
- De montibus (traite des sept collines de Rome) ;
- De termis (les thermes) ;
- De palatiis (les palais) ;
- De theatris (les théâtres) ;
- De locis qui inveniuntur in sanctorum passionibus (lieux mentionnés dans les passions des saints) ;
- De pontibus (les ponts) ;
- De cimiteriis (les nécropoles) ;
- De iussione Octaviani imperatoris et responsione Sibille (dialogue entre Octave et Sybille) ;
- Quare facti sunt caballi marmorei (raisons de l'édification des statues des dompteurs de chevaux) ;
- De nominibus iudicum et eorum instructionibus (noms des juges et énoncé de leurs instructions) ;
- De columna Antonii et Trajani (au sujet des colonnes d'Antonin le Pieux et de Trajan);
- Quare factus sit equus qui dicitur Constantinus (raisons de l'édification de la statue équestre de Marc Aurèle, abusivement appelé Constantin) ;
- Quare factum sit Pantheon et postmodum oratio B. (raisons de la construction du Panthéon et après la prière B.) ;
- Quare Octavianus vocatus sit Augustus et quare dicatur ecclesia Sancti Petri ad vincula (pourquoi Octave était appelé Auguste, de  l'origine du nom de la basilique Saint-Pierre-aux-Liens) ;
- De vaticano et Agulio (à propos de la colline et de l'obélisque du Vatican) ;
- Quot sunt templa trans Tiberim (nombre de temples sur la rive droite du Tibre) ;
- Predicatio sanctorum (la prédication des saints).

## Pour en savoir plus